# Gerald Guralnik
Gerald Guralnik (17. září 1936 Cedar Falls, Iowa – 26. dubna 2014 Providence, Rhode Island) byl americký fyzik, profesor na Brownově univerzitě. V roce 1964 se podílel na objevu Higgsova mechanismu a Higgsova bosonu, v práci společně s C. R. Hagenem a Tomem Kibblem. V rámci 50. výročí vzniku Physical Review Letters uznal tento časopis objev Higgsova mechanismu jako jeden z nejzásadnějších ve své historii. I když se obecně uznává, že autorem nejkomplexnější práce je Peter Higgs, skupina Guralnika, Hagena a Kibbleho byla sporně opomenuta při udílení Nobelovy ceny v roce 2013. Guralnik získal v roce 2010 Sakuraiovu cenu.
V roce 1958 získal Guralnik bakalářský titul na Massachusettském technologickém institutu a doktorský titul na Harvardově univerzitě v roce 1964. Jako postdoktorand podporovaný Národní vědeckou nadací působil na Imperial College London a posléze na Rochesterské univerzitě. Na podzim roku 1967 přijal místo na Brownově univerzitě. V letech 1985–1987 působil v národní laboratoři Los Alamos, kde pracoval v oblasti kvantové chromodynamiky.
Zemřel na infarkt v roce 2014.

V roce 2012 navštívil Guralnik Českou republiku při příležitosti oslav 20. výročí vstupu Česka do Evropské organizace pro jaderný výzkum.